# Světové centrum Bahá’í

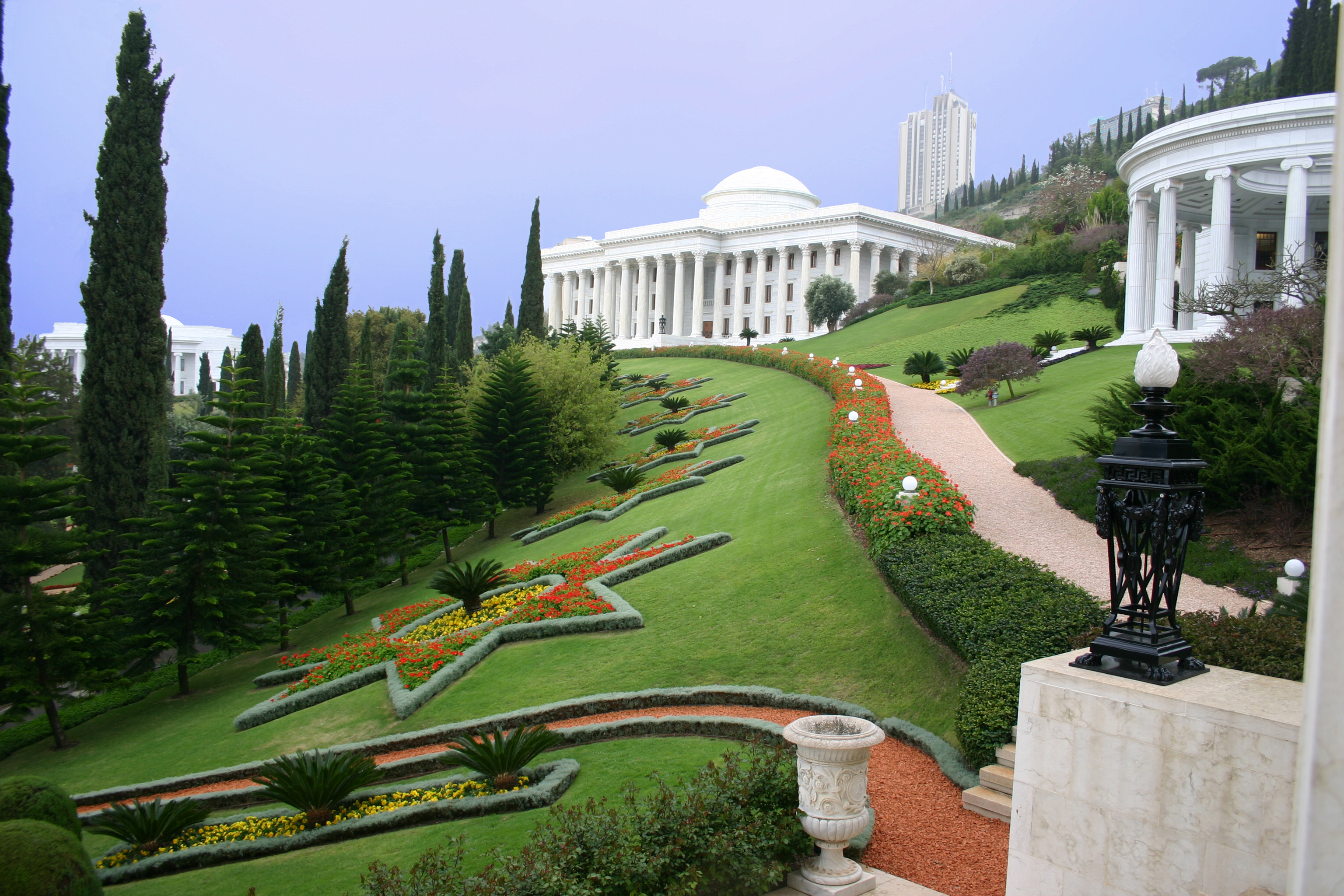
Světové centrum Bahá'í

Světové centrum Bahá'í je název označující administrativní centrum náboženství Bahá'í. Nachází se v izraelské Haifě. Je známé zejména svými zahradami, které se rozprostírají od přístavu až k vrcholu hory Karmel. Světové centrum Bahá'í je též cílem náhradní bahájské poutě (Zijára). Od roku 2008 je areál centra společně s dalšími stavbami součástí světového kulturního dědictví pod souhrnnou položkou „Bahá'istické svatyně v Haifě a západní Galileji“.

## Historie
Umístění administrativního centra bylo důsledkem Bahá'u'lláhova vypovězení do vyhnanství a uvěznění v trestní kolonii v Akko roku 1868. V této oblasti žil Bahá'u'lláh až do konce svého života (1892). Bahá'u'lláh označil místo pro stavbu Svatyně Bába svému synovi `Abdu'l-Baháovi během návštěvy Haify. K založení administrativního centra na hoře Karmel odkazoval Bahá'u'lláh také v Desce Karmelu, která je považována za jeden z ústavních dokumentů bahájské správy.
Za časů Shoghi Effendiho jako hlavy víry Bahá'í řešila Britská správa Palestiny rostoucí konflikt mezi sionisty a Palestinci. Po 1.arabsko-izraelské válce v roce 1948 byli bahá´isté vyzváni, aby svou víru nešířili a neusazovali se v Palestině. Dosažená dohoda mezi Shoghi Effendim a izraelskou vládou zůstává stále v platnosti a jediní bahá´isté žijící v Izraeli jsou dočasní zaměstnanci Světového centra Bahá´í.

## Správa
Světové centrum koordinuje veškeré aktivity společenství Bahá'í na mezinárodní úrovni, rozdělování fondů a interpretaci svatých písem Bahá'í. Jeho součástí je též Světový dům spravedlnosti, který je nejvyšším správním orgánem společenství Bahá'í.